# Prix Françoise Sagan
Der Prix Françoise Sagan ist ein französischer Literaturpreis, der 2010 von dem Fotografen Denis Westhoff (* 1962), dem Sohn Françoise Sagans, im Andenken an seine Mutter begründet wurde. Er wird für den „schönsten Roman des Frühlings“ verliehen. Die Jury wählt ihn aus den bisher weder prämierten noch für andere Preise nominierten Romanen der letzten Saison (Herbst bis Frühjahr) aus. Die Jury wechselt jährlich, der Preisträger des Vorjahres wird zu ihrem Vorsitzenden. Allerdings gibt es drei permanente Mitglieder, den Stifter Denis Westhoff sowie die Schriftstellerin Adélaïde de Clermont-Tonnerre (* 1976) und die Journalistin Olivia de Lamberterie (* 1966), Chefredakteurin der Zeitschrift Elle und verantwortlich für die Morgensendung Télématin des Senders France2.

## Preisträger
- 2010: Adélaïde de Clermont-Tonnerre: Fourrure
- 2011: Fabienne Berthaud: Un jardin sur le ventre
- 2012: Célia Houdart: Carrare
- 2013: Olivier Bouillère: Le Poivre
- 2014: Julia Kerninon: Buvard
- 2015: Vincent Almendros: Un été
- 2016: Éric Laurrent: Un beau début
- 2017: Guy Boley: Fils du feu
- 2018: Violaine Huisman: Fugitive parce que reine (dt.: „Die Entflohene“)
- 2019: Sophie Blandinières: Le sort tomba sur le plus jeune
- 2020: Clément Rossi: La Dissonante